# Gel balístico

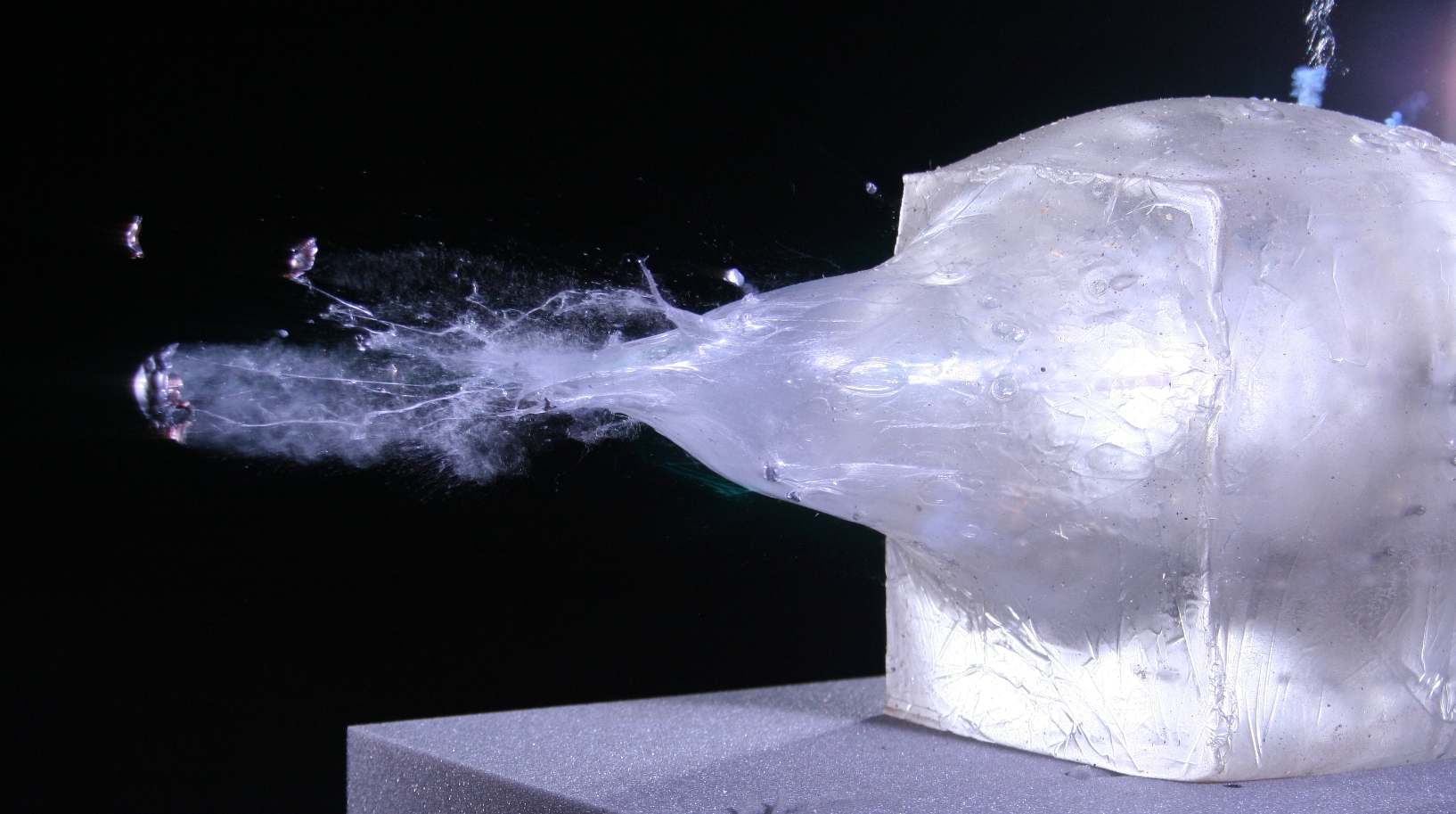
Esta foto demuestra la fragmentación balística terminal del proyectil Federal Power-Shok 100grn .243 tras el impacto de un objetivo blando como el bloque de gelatina de artillería sintética Clear Ballistics.

El Gel balístico, es un material usado por agencias de investigaciones gubernamentales y privadas para imitar a la carne humana. Como está compuesto en su mayor parte por agua, puede reproducir casi a la perfección el tejido vivo, ya sea perforándolo con armas blancas, siendo blanco de disparos, o resistiendo a grandes descargas eléctricas de alto voltaje.
También en series de documentales científicos ya se ha usado este material, por ejemplo en Mythbusters, En cámara lenta, o documentales sobre armas.